# Allan Dwan
Allan Dwan (Joseph Aloysius Dwan: Toronto, 3 de abril de 1885-Los Ángeles, 28 de diciembre de 1981) fue uno de los pioneros directores, productores y guionistas del cine. Logró adaptarse al cine sonoro con brillantez y descubrió a muchas actrices. Es uno de los verdaderos grandes, por muy modesto que fuera, según el autor Miguel Marías.

## Trayectoria
La familia se trasladó del Canadá a los Estados Unidos cuando Joseph Aloysius tenía tan sólo once años. El padre era comerciante de textiles.
El futuro cineasta se licenció en 1907 como ingeniero electrotécnico en la universidad y empezó a trabajar en una compañía eléctrica en Chicago. Allí empieza a enseñar matemática y física (así como a entrenar en fútbol), un año más.

### Inicios

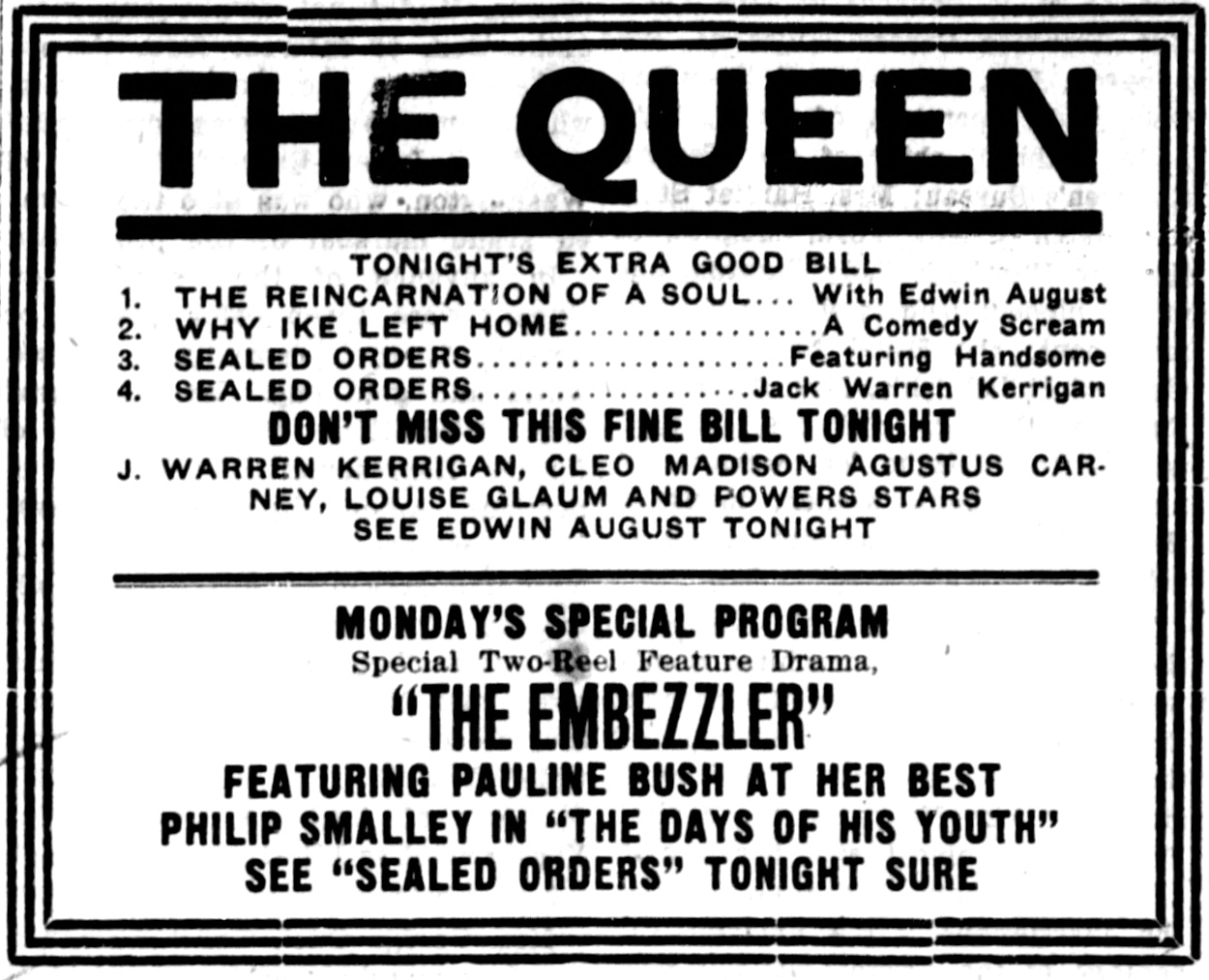
Anuncio de prensa de la película de 1914 The Embezzler, dirigida por Dwan y con la actuación de Pauline Bush (1886 – 1969) y Lon Chaney.

De todas maneras, no mostró demasiado interés y empezó como técnico de iluminación en la compañía Peter Cooper Hewett, lo que luego sería decisivo en su trabajo en la industria del cine, en la que empezaría al ofrecerle los Essanay Studios la oportunidad de trabajar como guionista. Por ese tiempo, algunos de los primeros directores viajaban a California donde el clima les permitía seguir trabajando. Muy pronto, muchas productoras trabajaron con él de continuo, y ya en 1909, hizo sus primeras tomas, por faltar en un rodaje en el que estaba como técnico del director; en 1911, Dwan comenzó a trabajar de seguido como director, una vez aprendida la técnica en el día a día. Strategy supondría su inicio.
A partir de aquí, Dwan empezó a granjearse una fama en el oficio, incluso en Nueva York en 1917 fue el fundador y primer presidente de la Motion Picture Directors Association. Y es que Allan Dwan fue un innovador en la evolución de la industria cinematográfica. Después de realizar multitud de cine del oeste y comedias, Dwan fue el encargado de dirigir numerosas producciones con Mary Pickford y Douglas Fairbanks como grandes estrellas. Entre ellas, destaca la primera versión de Robín de los bosques, de 1922.
Fue el primer director que incluyó en su reparto a Rita Hayworth; y descubrió a actrices como Carole Lombard, Ida Lupino y la entonces niña Natalie Wood.

### Sonoro
En 1929, incorporó unas frases sonoras en boca de Douglas Fairbanks en el comienzo de La máscara de hierro. La entrada del sonoro afectó en un principio a Dwan. Pensó que era el final de las artes nuevas, pues lo veía como una prolongación del teatro y no como imágenes en movimiento.

[...] [acostumbraba] a ver mis películas habladas quitando el sonido, para comprobar si seguíamos haciendo imágenes en movimiento.

De todos modos se supo recuperar. Hizo Entre dos corazones (1931), y Mientras París duerme (1932), ambas de interés; rodó tres filmes enseguida en Inglaterra. Su talento se vio en la versión cuando en 1937 realizó de Heidi con Shirley Temple como protagonista; ello que supuso la explosión de la joven actriz en el estrellato mundial. En definitiva, Dwan es uno de los directores que supo trasladar su éxito del cine mudo al sonoro, y hay una veintena de filmes suyos de esta nueva etapa que se recuerdan.
Después de una serie interminables de éxitos, su obra maestra llegaría con Arenas sangrientas en 1949. Su última película sería en 1961. Con más de 400 títulos dirigidos, muchos de sus primeras producciones se han perdido debido a su lamentable conservación.
Dwan murió en Los Ángeles a la edad de 96 años, y está enterrado en el Cementerio San Fernando Mission, en Mission Hills (California). El Paseo de la Fama de Hollywood le colocó una estrella por su contribución al mundo del cine situada en el 6263 de Hollywood Boulevard.
Peter Bogdanovich, que lo entrevistó ya en 1970 (El último pionero) y lo visitó hasta 1981, es uno de los críticos destacados que más se han esforzado en recordarlo, si bien no logró un buen documental sobre él, por las concesiones que tuvo que hacer. Para Serge Daney, se mantuvo fiel al cine mudo (a Griffith), fue arcaico y refinado a la vez; acaso por ello no supiese seguir al cince en sus virages modernos.

## Filmografía parcial
Como director:
- El ladrón generoso (The Good Bad Man) (1916)
- El arreglalotodo (Mr. Fix-It) (1918)
- En la tierra del moro (Bound in Morocco) (1918)
- Robín de los bosques (Robin Hood) (1922)
- Quien roba a un ladrón (Lawful Larceny) (1923)
- Zaza (Zaza) (1923)
- Como un hermano (Big Brother) (1923)
- Juguete del placer (Manhandled) (1924)
- Su primer amor (Her Love Story) (1924)
- La favorita de la legión (Wages of Virtue) (1924)
- Nueva York de noche (Night Life of New York) (1925)
- La esclava del pasado (The Coast of Folly) (1925)
- De la cocina al escenario (Stage Struck) (1925)

Sonoro:
- La máscara de hierro (The Iron Mask) (1929)
- Tide of Empire (1929)
- Malvada (Wicked) (1931)
- Mientras París duerme (While Paris Sleeps) (1932)
- La locura del dólar (American Madness) (1932)
- Una fiesta en Hollywood (Hollywood Party) (1934)

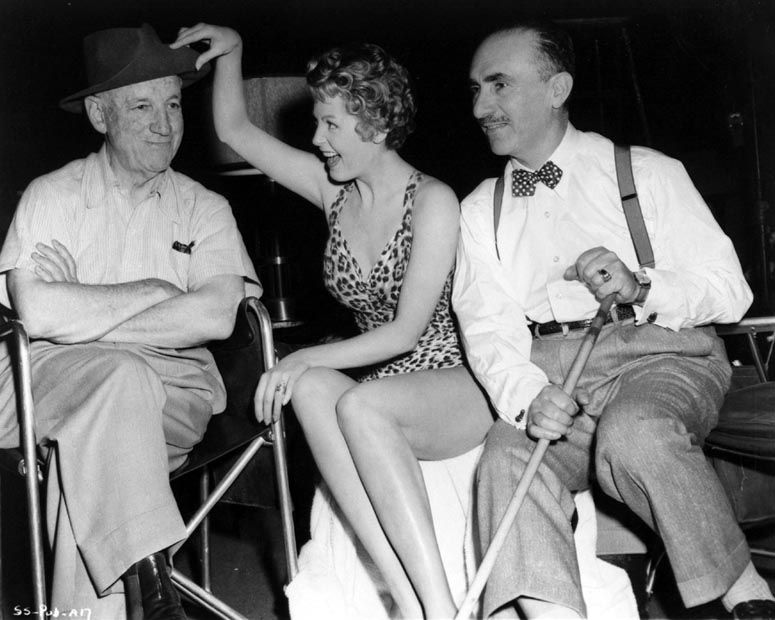
Foto publicitaria tomada durante el rodaje de Slightly Scarlet (1956): A. Dwan, la actriz Arlene Dahl (n. 1925) y el director de fotografía John Alton.

- Contrabando humano (Human Cargo) (1936)
- Joyas funestas (15 Maiden Lane, 1936)
- Heidi (1937)
- Los tres mosqueteros (The Three Musketeers) (1939)
- El gorila (The Gorilla) (1939)
- La senda de los héroes (Trail of the Vigilantes) (1940)
- Un casado en apuros (Up in Mabel's Room) (1944)
- Mi novio está loco (Brewster's Millions) (1945)
- Arenas sangrientas (Sands of Iwo Jima) (1949)
- La reina de Montana (Montana Belle) (1952)
- Filón de plata (Silver Lode) (1954)
- El jugador (Tennessee's Partner) (1955)
- Ligeramente escarlata (Slightly Scarlet) (1956)
- Al borde del río (The River's Edge) (1957)